# ≪√plusF☆rt≫〜ルートプリュフォール〜
≪√PlusF✯rt≫〜ルートプリュフォール〜（ルートプリュフォール、略称：るとぷり）は、日本の女性アイドルグループである。
2024年に結成された。

## 概略
≪√plusF✯rt≫〜ルートプリュフォール〜は、「CoolでPretty最強アイドル」をコンセプトに掲げている。メンバーは香月友梨奈、叶愛梓、新条わかば、おトゥー、愛田はな、胡桃みるくの6名。デビューライブは2024年1月6日に東京・有楽町ヒューリックホールにて開催された。秋葉原、渋谷、池袋等の対バンライブを主に出演している。イメージキャラクターは病みクマ。

## メンバー
| 名前       | 読み              | ニックネーム | コール       | 誕生日   | 血液型 | 担当カラー | 趣味・特技・特徴                            | キャッチフレーズ等                                                                                                 |
| ---------- | ----------------- | ------------ | ------------ | -------- | ------ | ---------- | ------------------------------------------- | --- |
| 香月友梨奈 | かづき ゆりな     | ゆりぴぃ     | ゆりぴぃ     | 7月15日  | A型    | 赤色       | ○作詞 ○振付 ○イラスト                       | 歌って踊ってドヤ顔で パフォーマンスするぽんこつ                                                                    |
| 叶愛梓     | かなめ あずさ     | あずみゅん   | あずさ       | 7月7日   | AB型   | ピンク色   | ○ハンドメイド ○イラスト ○アニメ･漫画が主食  | あざとかわいい･おもしろいのハイブリッド(!?) とにかく顔がいい147㌢ 小さくても一生懸命!推してみるみゅん?             |
| 新条わかば | しんじょう わかば | ばーわか     | わかば       | 4月29日  | B型    | 緑色       | ○仮面ライダーW ○ダンス ○元マネ              | 常にボケ渋滞のるとぷりのリベロ 空気を読んで行動する比較的しっかり者 実は1番うるさい説浮上中(!?)                    |
| 愛田はな   | あいだ はな       | おはな       | おはな       | 8月3日   | B型    | 紫色       | ○料理 ○美容 ○クールビューティー(でありたい) | 怖そうに見えるがとっても優しいむき卵肌 🥚今日から貴方もおはなのオハナになりませんか?🌺 （サポートメンバー）        |
| おトゥー   | おとぅー          | おトゥー     | トゥーちゃん | 7月11日  | B型    | オレンジ色 | ○アニメ ○童顔･八重歯 ○イラスト              | ほわっと天然!天真爛漫なお犬様🐶 遭遇率低めレアリティ高め ㈭と㈰に会えたらラッキーな幻メンバー （サポートメンバー） |
| 胡桃みるく | くるみ みるく     | ばぶ         | ばぶ         | 11月19日 | O型    | 白色       | ○ミシン ○おやつ食べること ○かわいいもの探し | 自分では意外としっかりしてるあほだと思っている（Xのプロフィールより） （2025年2月25日加入）                        |

## 年譜

### 2024年
- 1/6：『TOKYO GIRLS GIRLS』 〜有楽町ヒューリックホール〜でデビュー

　　　　以降　多数の対バンライブに出演
- 5/3：『JAPAN CENTRAL IDOL FESTIVAL 2024』 〜Aichi Sky Expo〜 愛知初遠征
- 9/16：『@ JAM EXPO 2024 supported by UP-T』〜横浜アリーナ〜出演

### 2025年
- 2/25：『≪√PlusF✯rt≫〜ルートプリュフォール〜1周年記念公演』 〜Twin Box AKIHABARA〜でワンマンライブ開催
- 8/31：『@ JAM EXPO 2025 supported by UP-T』〜横浜アリーナ〜出演

## 楽曲
- ラブレボ♡デコレーション
- 復讐のヒューマノイド
- SPARK!!~君と僕のテーマパーク~
- Meteor shower
- Pierrot
- Entropy

## 書籍

### 2025年
- 4/30：香月友梨奈×THE CUT OUT photography 2025公式アーティストブック（FINDER JAPAN）発売